# Soréac
Soréac – miejscowość i gmina we Francji, w regionie Oksytania, w departamencie Pireneje Wysokie.
Według danych na rok 1990 gminę zamieszkiwało 39 osób, a gęstość zaludnienia wynosiła 17 osób/km² (wśród 3020 gmin regionu Midi-Pireneje Soréac plasuje się na 1024. miejscu pod względem liczby ludności, natomiast pod względem powierzchni na miejscu 1699.).